# Alois von Call
Alois von Call (25. února 1791 Bolzano – 5. listopadu 1866 Štýrský Hradec) byl rakouský politik z Tyrolska (respektive z Jižního Tyrolska), během revolučního roku 1848 poslanec Říšského sněmu.

## Biografie
Pocházel ze starobylého tyrolského šlechtického rodu. Ve věku 10 let ztratil otce. Vystudoval práva na Univerzitě v Innsbrucku a titul doktora práv získal na Univerzitě v Pavii. Roku 1811 nastoupil na praxi na generální prokuraturu v Trentu. Z návratem rakouské armády do jižního Tyrolska o dva roky později ale o své místo přišel. Roku 1814 se stal koncipistou v úřadu prezídia zemského gubernia v Innsbrucku. V roce 1820 byl povolán jako dvorní koncipista k sjednocené dvorní kanceláři do Vídně. Roku 1821 se stal policejním delegátem ve Veroně, tedy faktickým ředitelem policie pro toto město a jeho okolí. Roku 1826 získal titul c. k. rady. Ve Veroně působil do roku 1829. Do roku 1831 pak pracoval na policii v Miláně. Roku 1832 se stal guberniálním radou a policejním ředitelem v Terstu. V listopadu 1843 byl povýšen do rakouského rytířského stavu a v říjnu 1844 se stal generálním policejním ředitelem v Benátkách. Roku 1849 se uvádí jako svobodný pán Alois von Call, c. k. dvorní rada v Bolzanu.
Během revolučního roku 1848 se zapojil do veřejného dění. Ve volbách roku 1848 byl zvolen i na ústavodárný Říšský sněm. Zastupoval volební obvod Merano. Tehdy se uváděl coby c. k. dvorní rada a policejní ředitel. Řadil se ke sněmovní levici. Podle jiného zdroje náležel ke sněmovnímu středu a byl politickým spojencem Franze Serapha von Stadiona.
V roce 1850 se stal opět policejním ředitelem v Trentu. Byl mu udělen Císařský rakouský řád Leopoldův a roku 1851 povýšen na svobodného pána (barona). Roku 1853 odešel do penze. Žil na svých statcích, od roku 1857 v Štýrském Hradci.
Zemřel v listopadu 1866.